# 1004
Het jaar 1004 is het 4e jaar in de 11e eeuw volgens de christelijke jaartelling.

## Gebeurtenissen
- Koning Hendrik II steunt Jaromír en Oldřich (die in tegenstelling tot Boleslav wel Hendrik als leenheer willen erkennen) in hun strijd tegen Boleslav I van Polen om het hertogdom Bohemen. Bolesław wordt verslagen en Jaromír volgt hem op als hertog, maar Boleslav behoudt Silezië en Moravië, die voorheen onderdeel van Bohemen waren.
- Robert de Vrome annexeert het hertogdom Bourgondië bij de Franse kroon.
- Slag bij Skopje - De Byzantijnen onder Basileios II verslaan de Bulgaren onder Samuel.
- Koenraad I volgt zijn vader Otto I op als hertog van Karinthië en markgraaf van Verona
- Hendrik I van Luxemburg wordt als Hendrik V hertog van Beiren. Hij volgt daar koning Hendrik II op.
- Odo II volgt zijn broer Theobald II op als burggraaf van Blois.
- Rudolf volgt zijn broer Saverik III op als burggraaf van Thouars.
- Otto volgt zijn vader Gwijde I op als graaf van Mâcon.
- Gaston II volgt zijn vader Centulus op als burggraaf van Béarn.
- Het bisdom Vác wordt gesticht.
- Voor het eerst genoemd: Headington, Wörlitz

## Geboren
- Eduard de Belijder, koning van Engeland (1042-1066) (jaartal bij benadering)
- Willem VI, hertog van Aquitanië (1030-1038)

## Overleden
- 5 maart - Ermentrudis van Roucy (~64), echtgenote van Alberik III van Mâcon en Otto Willem van Bourgondië
- 30 september - Theobald II (~19), graaf van Blois, Dunois en Tours (995-1004)
- 4 november - Otto I (~56), hertog van Karinthië en markgraaf van Verona (978-983, 995-1004)
- 13 november - Abbo van Fleury (~64), Frans abt en schrijver
- Fulco, graaf van Perche
- Gwijde I (~22), graaf van Mâcon (1002-1004)
- Saverik III, burggraaf van Thouars (997-1004)
- Adelheid van Poitiers, echtgenote van Hugo Capet (jaartal bij benadering)